# Afritz am See
Afritz am See är en ort och kommun  i Österrike. Den ligger i distriktet Villach-Land i förbundslandet Kärnten. Kommunen har 1 454 invånare (2024). Huvudort är byn Afritz.
Kommunen består av 11 orter (Ortschaften) (inom parentes invånarantal 1 januari 2024):

- Afritz (327)
- Afritz am See (15)
- Berg ob Afritz (107)
- Gassen (96)
- Kraa (279)
- Lierzberg (178)
- Möderboden (0)
- Scherzboden (332)
- Tassach (17)
- Tauchenberg (17)
- Tobitsch (86)